# Potomac
Potomac, značajno pleme algonkoijske konfederacije Powhatan s južne obale rijeke Potomac na području današnjih virginijskih okruga Stafford i King George. Populacija im je 1608. iznosila oko 800. Gavno selo nosilo je također ime Potomac.
Kod ranih autora nazivani su i Patamack, Patawocnicke, Patawomeck, Patomacs, Patowamack, i slično te Satawomeck i Satawomekes